# Michèle Magema
Michèle Magema (Kinshasa, 1977) és una artista franco-congolenya. El seu treball manté un diàleg permanent entre la seva cultura congolesa i la seva cultura d'adopció, francesa. En les seves fotografies, Michèle Magema ens introdueix en els aspectes més trivials de la seva intimitat ("Els meus petits rituals i els gestos quotidians quan em rento"). És justament en aquesta trivialitat que el seu treball accedeix a una dimensió històrica i política que permet compartir la més singular de les experiències: el desarrelament. Remetent a l'estatus de la dona, el que es desvela és la mirada a ella dirigida, i també la que ella s'adreça a ella mateixa, fins i tot quan el pes de les tradicions ja no sembla tenir-hi influència.